# Michael Willmann Młodszy
Michael Leopold Willmann Młodszy; Willman (ur. 16 listopada 1669 w Lubiążu, zm. 30 sierpnia 1706 tamże) – śląski malarz okresu baroku, syn Michaela Willmanna. Był jednym z głównych pomocników swojego ojca, ale nigdy nie zyskał porównywalnej sławy.

## Życie
Był synem wybitnego malarza śląskiego Michaela Willmanna i Heleny Reginy Willmann z domu Schultz. Ojcem chrzestnym chłopca został opat klasztoru w Lubiążu – Arnold Freiberger. Był trzecim z kolei dzieckiem Willmannów. Miał dwie starsze siostry – Marię Magdalenę i Annę Elisabeth oraz dwie młodsze – Annę Sophię i Helenę Reginę. Po raz pierwszy został odnotowany źródłowo w 1691 r. w księgach metrykalnych parafii pw. św. Walentego w Lubiążu jako ojciec chrzestny. Wkrótce wszedł w związek pozamałżeński z Ursulą Bößler, którego owocem było nieślubne dziecko. Rodzice malarza musieli wypłacić jednorazowe alimenty w wysokości 400 talarów śląskich. W latach 1701–1703 przebywał we Włoszech. W 1705 r. poślubił Hedwigę Theresę z Nysy, córkę nadwornego rymarza wrocławskiego biskupa Caspara Wernera. W 1706 r. przyszedł na świat ich jedyny syn Dominik Ludwig. Niedługo potem malarz zmarł i został pochowany na cmentarzu przy kościele pw. św. Jakuba w Lubiążu. Powodem przedwczesnej śmierci była prawdopodobnie choroba weneryczna. Jego małżonka wraz z synem wyjechała do rodzinnej Nysy, gdzie po śmierci syna w 1713 r. po raz drugi wyszła za mąż w 1716 r.
Naukę malarskiego rzemiosła odbył w pracowni ojca, zostając jego głównym pomocnikiem. W swoim testamencie z 1706 r. ojciec uczynił go swoim spadkobiercą, zapisując mu m.in. tysiąc talarów, nieukończone obrazy, płyty graficzne i rysunki. Zmarł zaledwie cztery dni po śmierci ojca. Pracownię przejął jego brat przyrodni Jan Krzysztof Liszka. 
Jego artystyczna twórczość jest ściśle związana z działalnością malarskiego warsztatu ojca. Zapewne miał swój udział w powstawaniu wielkoformatowych dzieł ołtarzowych oraz wystroju  kościoła św. Józefa w Krzeszowie. Nie znamy ani jednego sygnowanego lub potwierdzonego źródłowo dzieła Willmanna Młodszego. Atrybucje niemieckich historyków sztuki, znawców twórczości Willmnnów (np. Rüdiger Grimkowski błędnie przypisuje mu 20 obrazów z cyklu Żywot i cuda św. Jadwigi w bazylice św. Jadwigi w Trzebnicy) wydają się wątpliwe.